# 信安县 (西晋)
信安县，中国古县名。
西晋太康元年（280年，一说太康三年），改东阳郡新安县置，治所在今浙江省衢州市。唐朝武德四年至六年（621年—623年）为衢州治。武德四年（621年），析信安县南境置须江县。垂拱二年（686年）复为衢州治。咸通中改名西安县。